# Colombine d'Étienne
Chalcophaps stephani
Espèce
Statut de conservation UICN

 LC  : Préoccupation mineure
La Colombine d'Étienne (Chalcophaps stephani) est une espèce d'oiseaux appartenant à la famille des Columbidae.

## Description
Cet oiseau mesure 24 à 25 cm pour une masse de 120 à 130 g.
Il a le dos et les épaules brun rouge, les ailes vertes et la queue brune. Le front est marqué d'une tache blanche chez le mâle et grise chez la femelle. Les iris sont brun foncé. Le bec est rouge orangé. Les pattes sont rouge pourpre.

## Répartition
Cet oiseau se rencontre en Indonésie, en Papouasie-Nouvelle-Guinée et aux Salomon.

## Habitat
Cet oiseau fréquente les forêts intérieures humides sempervirentes et les forêts littorales plus sèches, les lisières et les plaines. Il est répandu jusqu'à 700 m d'altitude et plus exceptionnellement jusqu'à 1 200 m.

## Alimentation
Cet oiseau s'alimente surtout au sol de graines, de fruits et de quelques invertébrés.

## Comportement
Cette espèce se rencontre le plus souvent seule, parfois en couples ou en petits groupes.

## Nidification
Le nid est souvent construit près du sol. Il est constitué de brindilles surmontées de feuilles mortes et de divers débris végétaux. La femelle y pond deux œufs de couleur crème. L'incubation dure 14 à 16 jours.

## Sous-espèces
Cet oiseau est représenté par trois sous-espèces :
- Chalcophaps stephani mortoni Ramsay, 1882 des îles Salomon ;
- Chalcophaps stephani stephani Pucheran, 1853 de Nouvelle-Guinée ;
- Chalcophaps stephani wallacei Bruggemann, 1877 de Sulawesi et Sula.